# 莱夫里哈
莱夫里哈，是西班牙安达卢西亚自治区塞维利亚省的一个市镇。总面积375平方公里，总人口24121人（2001年），人口密度64人/平方公里。